# Mesaspis viridiflava
Mesaspis viridiflava är en ödleart som beskrevs av  Bocourt 1873. Mesaspis viridiflava ingår i släktet Mesaspis och familjen kopparödlor. IUCN kategoriserar arten globalt som livskraftig. Inga underarter finns listade i Catalogue of Life.